# 마음은 외로운 사냥꾼
"마음은 외로운 사냥꾼"은 1983년에 개봉한 대한민국의 영화이다.

## 캐스팅
- 나훈아 : 훈 역
- 정윤희 : 오수미 역
- 김진규
- 김희라
- 최희정
- 백송
- 김기종
- 박동룡
- 신찬일
- 최무웅
- 최재호
- 나갑성
- 이인옥
- 오영화
- 김수경
- 민일남
- 신동욱